# Qu'il est bête !
 (juillet 2023).
Si vous disposez d'ouvrages ou d'articles de référence ou si vous connaissez des sites web de qualité traitant du thème abordé ici, merci de compléter l'article en donnant les références utiles à sa vérifiabilité et en les liant à la section « Notes et références ».
Albums de Dorothée
Pour faire une chanson
(1983) Allô allô monsieur l'ordinateur
(1985)
Qu'il est bête est le 4e album studio de Dorothée, considéré par son auteur Jean-François Porry comme l'un des plus réussis de sa discographie.
Il est d'abord sorti sans titre mais a été renommé Qu'il est bête ! en raison du single Qu'il est bête !, qui deviendra un des classiques du répertoire de Dorothée. 
Le clip, sorti en 1984 et réalisé par Robert Réa, fut tourné dans des conditions cinématographiques en 35mm. Dorothée y évolue dans une ambiance "années 60" avec la participation de son acolyte Jacky.
Même si elles n'ont pas été éditées en single, les chansons C'est dur de travailler et Le bon Dieu seront largement mises en avant durant la promotion de cet album.

## Histoire
Contrairement à ce que peut démontrer la chanson-titre de l'album, plusieurs titres de cet opus contiennent des textes plutôt mélancoliques comme Je chante à la radio (où Dorothée parle de son père disparu) et La chanson de Marie (où le thème du suicide est évoqué de façon poétique).
L'album alterne entre chansons à histoires pour enfants (Dis-le, dis-le-moi, La petite fille et les oiseaux où Le fantôme avec la participation de Jean Stout) mais aussi divers thèmes plus sociétaux abordés de façon ludique : la relation homme-femme (Les filles), l'évasion et l'histoire (En Amérique), le cinéma (Moi, j'aime le cinéma), le travail (C'est dur de travailler) et la religion (Le bon Dieu).
La chanson Le grand Gérard met en scène le compositeur de Dorothée, Gérard Salesses. 
Le titre Petite fille, chanté en duo avec Stéphanie de la chorale des Enfants de Bondy, est conçu comme un clin d’œil à Hou ! La menteuse, où cette fois la réplique à Dorothée est donnée par sa petite sœur. 
L'album sera légèrement boudé par le public. Il faut dire qu'au moment de sa sortie, la concurrence devient plus importante pour Dorothée : Chantal Goya rencontre un grand succès avec Snoopy (5e du Top 50), alors que le 45 tours de Qu'il est bête ne s'y classe pas, et  Douchka Esposito, nouvelle ambassadrice Disney, cartonne avec son premier titre Mickey, Donald et moi. De plus, la même année, Dorothée sort deux autres albums en parallèle, Schtroumpf parade et Le jardin des chansons, album 4. Par la suite, devant le succès mitigé de cet album, son producteur évitera de sortir trop d'albums en même temps.  
Seul le titre Qu'il est bête sera extrait. Le titre Le Bon Dieu avait été choisi comme second extrait mais cette sortie sera annulée.
La pochette de l'album propose, sur fond bleu ciel dessiné par Lionel Gédébé, une photo de Dorothée signée Patrick Rouchon, à côté de bulles de savon (également dessinées par Lionel Gédébé) dans lesquelles se trouvent d'autres photos d'elle plus petites, à nouveau signées de Patrick Rouchon. En haut à droite de la pochette se trouve un dessin de Dorothée en train de prier, dessiné par Cabu, faisant allusion à la chanson Le Bon Dieu.

## Titres
| No  | Titre                          | Durée |
| --- | ------------------------------ | ----- |
| 1.  | Qu'il est bête !               | 2:41  |
| 2.  | Les filles                     | 2:33  |
| 3.  | En Amérique                    | 3:37  |
| 4.  | La petite fille et les oiseaux | 3:50  |
| 5.  | Moi j'aime le cinéma           | 2:57  |
| 6.  | Le fantôme                     | 3:31  |
| 7.  | Où est passée ma valise ?      | 3:00  |
| 8.  | C'est dur de travailler        | 3:11  |
| 9.  | Le bon dieu                    | 3:00  |
| 10. | Je chante à la radio           | 2:36  |
| 11. | Le grand Gérard                | 4:15  |
| 12. | Ça compte aussi la gentillesse | 3:14  |
| 13. | La chanson de Marie            | 4:24  |
| 14. | Dis-le, dis-le moi             | 2:33  |
| 15. | Petite fille                   | 3:04  |

## Single
- Septembre 1984 : Qu'il est bête !

## Crédits
- Paroles et Musiques : Jean-François Porry / Gérard Salesses.

- Sauf : Ca compte aussi la gentillesse et La petite fille et les oiseaux : Michel Jourdan.

## Supports
| Année | Format       | Label         | Catalogue            |
| ----- | ------------ | ------------- | -------------------- |
| 1984  | 33 Tours     | AB / Polydor  | AB 8236441 / POL 365 |
| 1984  | Musicassette | AB / Polydor  | AB 8236444 / POL 565 |
| 1985  | CD           | AB / Polydor  | AB 8236442 / POL 910 |
| 1989  | 33 Tours     | AB / Polygram | AB 8236441 / PY 263  |
| 1989  | Musicassette | AB / Polygram | AB 8236444 / PY 563  |
| 1989  | CD           | AB / Polygram | AB 8236442 / PY 899  |